# Tomosvaryella nigritula
Tomosvaryella nigritula är en tvåvingeart som beskrevs av Zetterstedt 1844. Tomosvaryella nigritula ingår i släktet Tomosvaryella och familjen ögonflugor.
Artens utbredningsområde är Sverige. Inga underarter finns listade i Catalogue of Life.